# أغ كهريز
أغ‌ كهريز هي قرية في مقاطعة مرند، إيران. عدد سكان هذه القرية هو 13 في سنة 2006.